# Quarubarana

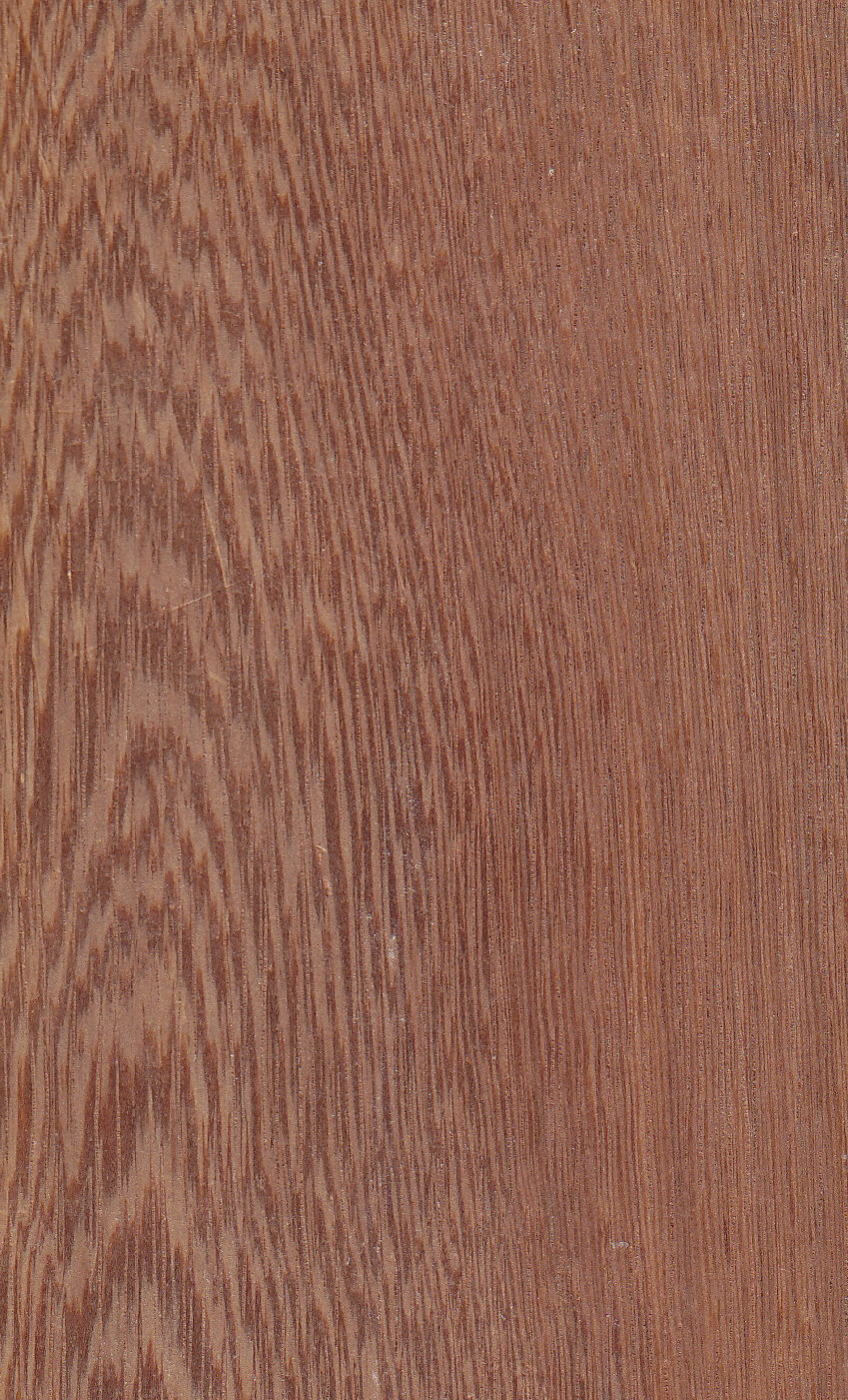
Cambara: met opvallende parenchymbanden

Quarubarana of cambara is een houtsoort afkomstig van soorten uit het geslacht Erisma (familie Vochysiaceae), waaronder Erisma uncinatum, deze komen voor in tropisch Zuid-Amerika.
Het hout wordt gebruikt voor meubels en fineer.